# Альпінарій

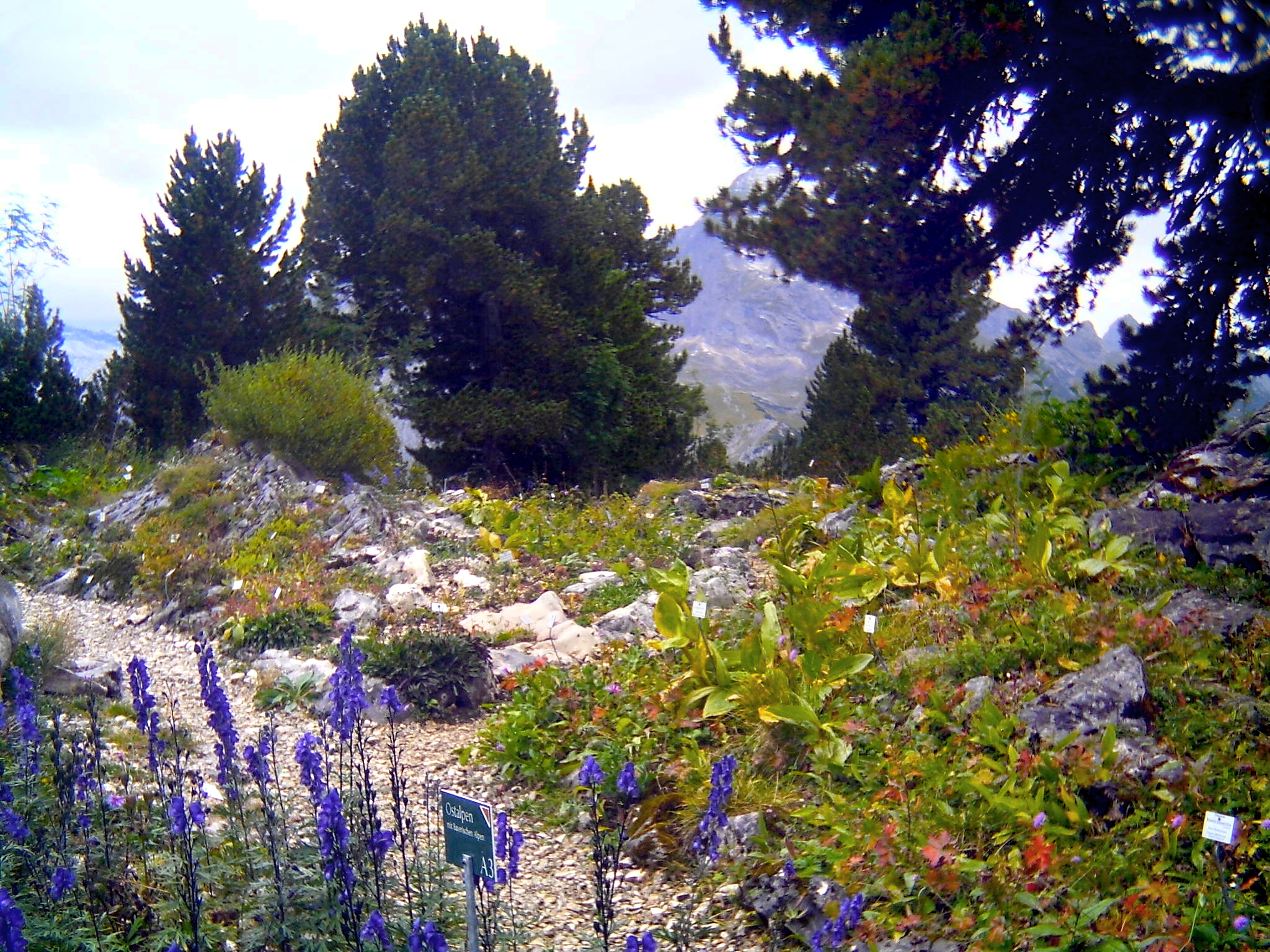
Альпінарій біля Королівського будинку на Шахені в Гарміш-Партенкірхені, Німеччина

Альпінарій (англ. alpine garden, alpinarium, alpinum) — це приватний або ботанічний сад, що спеціалізується на колекціонуванні та культивації альпійських рослин, які в природі ростуть високо в горах, таких як Кавказ, Піренеї, Скелясті гори, Альпи, Гімалаї та Анди.
В альпінарії намагаються відтворити умови місць походження рослин, наприклад великі камені та гравійні ложа. І хоча рослини часто добре переносять низькі температури, вони як правило дуже погано витримують застій вологи у зимові місяці. Як правило використовуються бідні (піщані) ґрунти з надзвичайно добрим дренажем. Однією з головних перешкод на шляху до створення альпінарію — невідповідність природних умов умовам на батьківщині рослин, наприклад занадто м'які або холодні зими або багато дощів. Для уникнення цього, рослини часто вирощують у неопалюваній оранжереї, де намагаються відтворити природні умови. Дрібним випадком альпінарію є альпійська гірка.
Перший справжній (у природному середовищі) альпінарій був створений Антоном Кернером 1875 року на горі Блазер (Тироль, Австрія) на висоті 2190 м.н.м.

## Види альпінаріїв
Розрізняють два основні види альпінаріїв: альпійська гірка та альпійський лужок. Альпійська гірка є моделлю природного горбистого ландшафту, може створюватись на схилі чи штучному насипі, декорованому камінням. Альпійський лужок імітує природні ландшафти долин і рівнинних ділянок альпійських високогір’їв. Під час їхнього планування виокремилися кардинально протилежні напрями — природний та геометричний (терасований), але основна вимога до них залишається єдиною — максимальна природність і гармонія з навколишнім ландшафтом. У 21 ст. альпінарій є важливим декоративним елементом садово-паркового мистецтва; науковим об’єктом — місцем інтродукції рослин альпійської та субальпійської флори, колекційною ділянкою й навчальним центром.

## Рослини

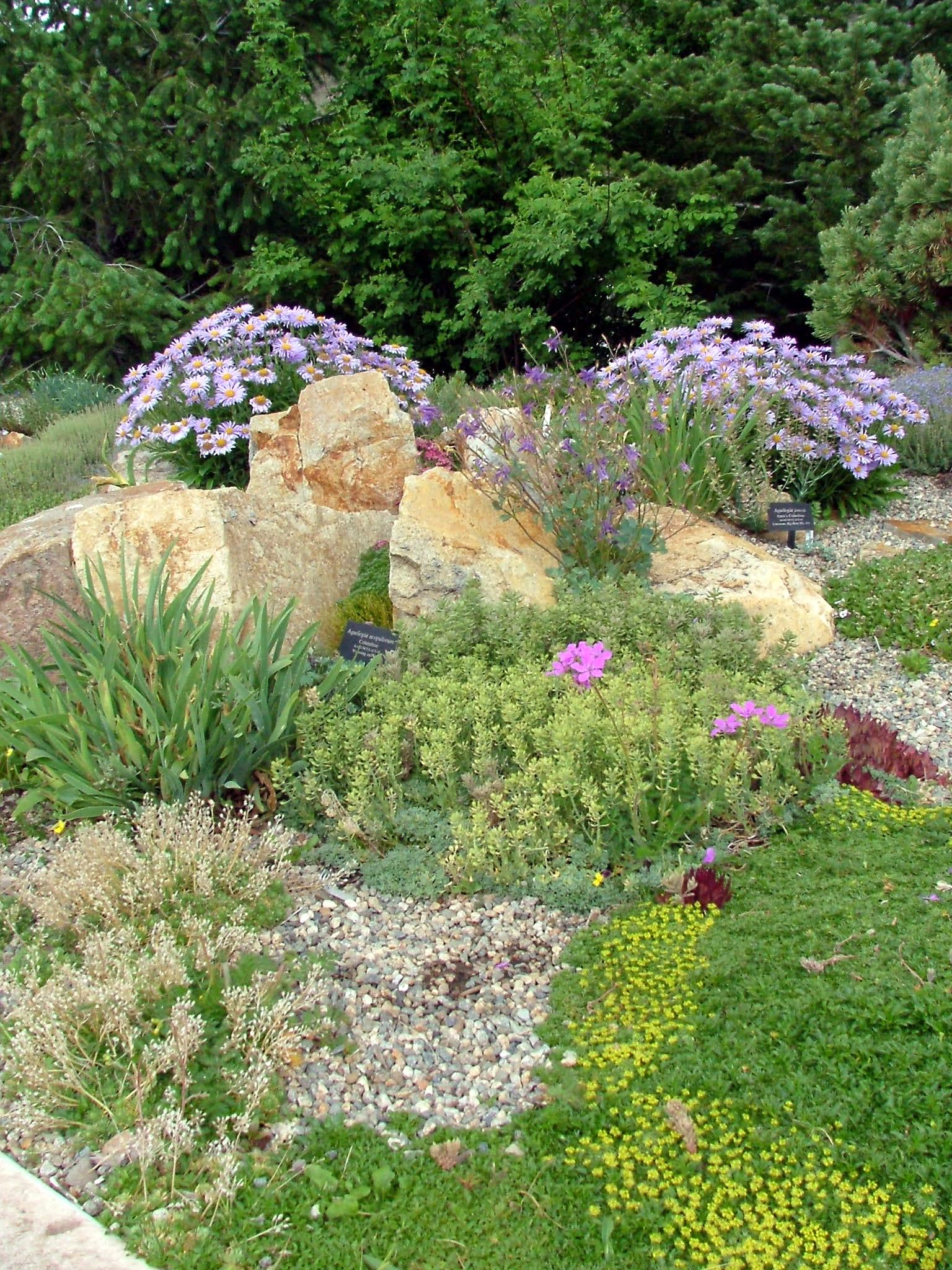
Альпійські сади Бетті Форд

Типові рослини альпінарію включають:
- Androsace (переломник)
- Arabis alpina (резуха альпійська)
- Campanula (дзвоники) — альпійські види
- Dianthus (гвоздика) — альпійські види
- Gentiana (тирлич)
- Geranium dalmaticum (герань далматська)
- Globularia
- Iberis sempervirens
- Leontopodium (білотка)
- Phlox subulata (флокс)
- Pulsatilla vulgaris (сон звичайний)
- Primula (первоцвіт)- альпійські види
- Ranunculus (жовтець)
- Rhodanthemum hosmariense
- Saxifraga (ломикамінь) — альпійські види
- Scutellaria orientalis (шоломниця східна)
- Sedum spathulifolium (седум)
- Sisyrinchium
- Чебрець

## Ботанічні сади з альпінарієм на відкритому повітрі або в оранжереї
Бельгія
- Plantentuin Universiteit Gent

Франція
- Сад рослин

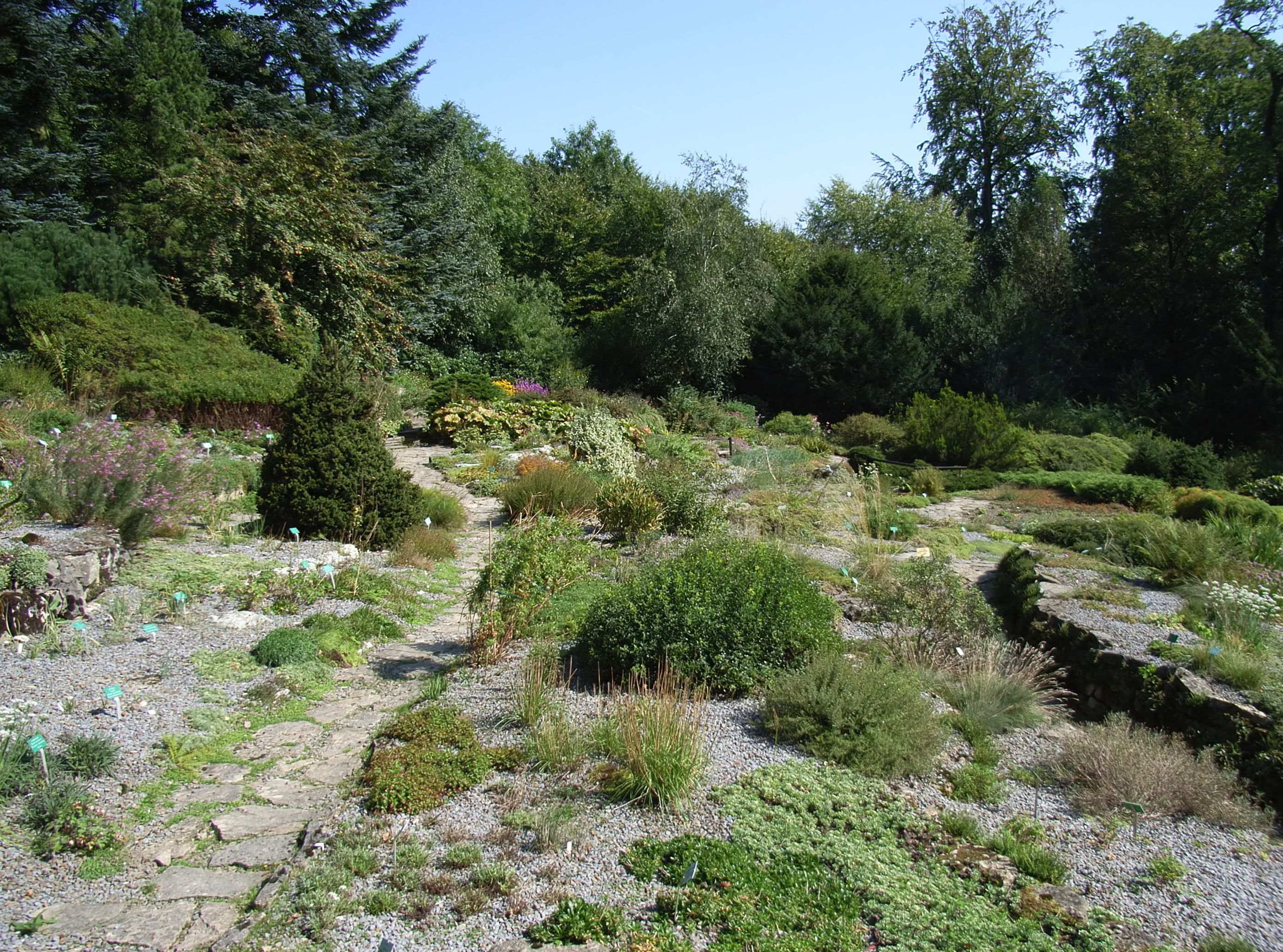
Альпінарій в ботанічному саду Білефельда, Німеччина

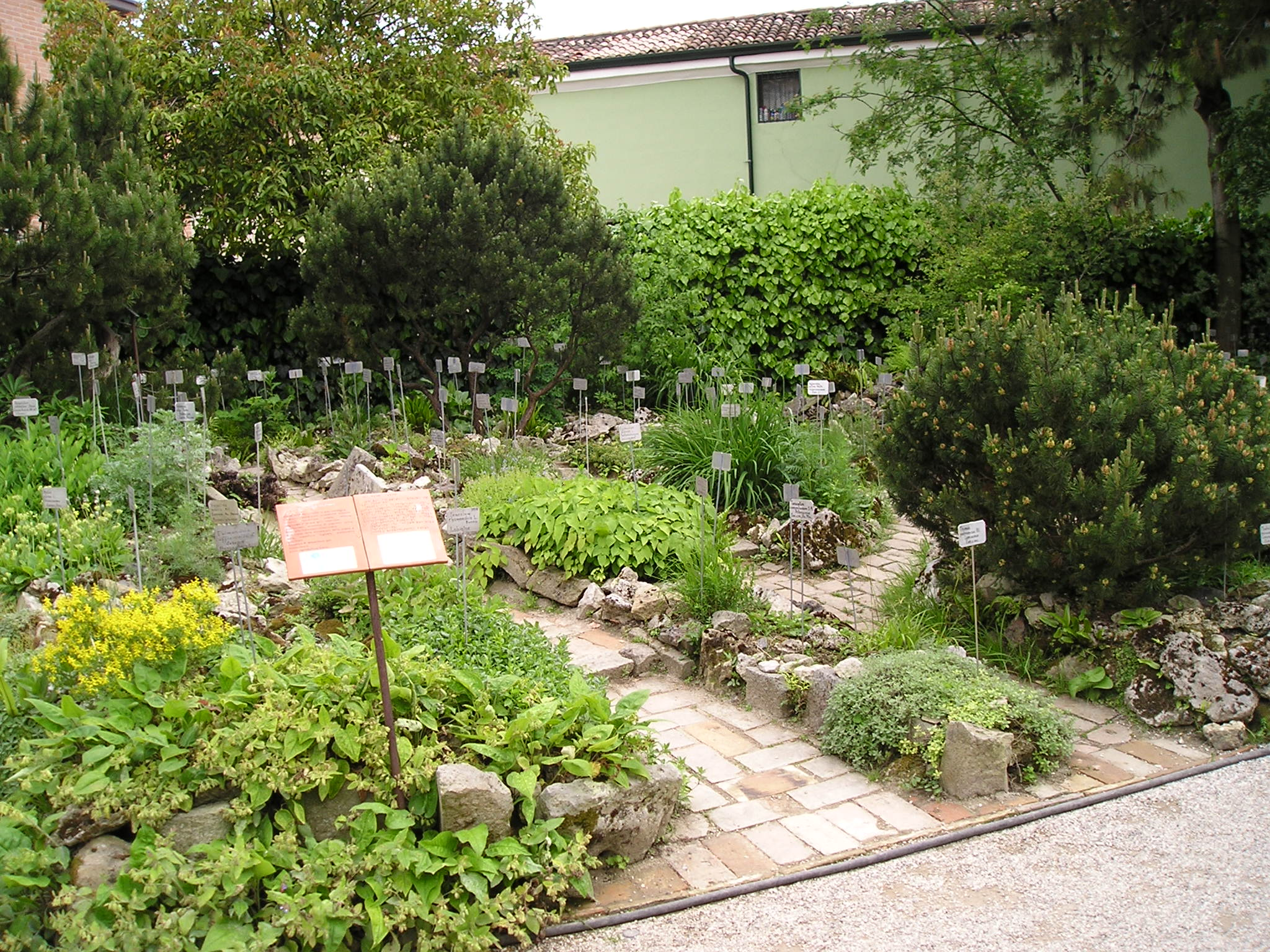
Альпінарій Падуанського ботанічного саду, Італія

- Альпійський ботанічний сад в Лотарет (фр. Jardin botanique alpin du Lautaret) — у природному середовищі

Німеччина
- Ботанічний сад пригод Альтербурга
- Ботанічний сад Берліна
- Ботанічний сад Білефельда
- Ботанічний сад Дюссельдорфа
- Ботанічний сад Гісена
- Ботанічний сад Університету ім. І. Ф. Гете (Франкфурт-на-Майні)
- Ботанічний сад Мюнхен-Німфенбург
- Ботанічний сад Мюнстеру
- Ботанічний сад Марбургу
- Ботанічний сад Потсдаму
- Ботанічний сад Рурського університету

Італія
- Падуанський ботанічний сад

Нідерланди
- Botanische Tuin Fort Hoofddijk
- Амстердамський ботанічний сад

Велика Британія
- Королівські ботанічні сади в Единбурзі
- Королівські ботанічні сади в К'ю

США
- Альпійські сади Бетті Форд — найвищий в світі ботанічний сад (2 500 м.н.м.)